# Jaffrabad (Tamil Nadu)
Jaffrabad è una suddivisione dell'India, classificata come census town, di 6.784 abitanti, situata nel distretto di Vellore, nello stato federato del Tamil Nadu. In base al numero di abitanti la città rientra nella classe V (da 5.000 a 9.999 persone).

## Geografia fisica
La città è situata a 12° 42' 11 N e 78° 35' 22 E.

## Società

### Evoluzione demografica
Al censimento del 2001 la popolazione di Jaffrabad assommava a 6.784 persone, delle quali 3.408 maschi e 3.376 femmine. I bambini di età inferiore o uguale ai sei anni assommavano a 1.011, dei quali 507 maschi e 504 femmine. Infine, coloro che erano in grado di saper almeno leggere e scrivere erano 4.279, dei quali 2.341 maschi e 1.938 femmine.